# Johnson megye (Kansas)
<>
Johnson megye az Amerikai Egyesült Államokban, azon belül Kansas államban található. Megyeszékhelye Olathe, legnagyobb városa Overland Park. Lakosainak száma 609 863 fő (2020. április 1.). Johnson megye Wyandotte, Miami, Jackson, Cass, Leavenworth, Franklin és Douglas megyékkel határos.

## Népesség
A megye népességének változása:
| Lakosok száma | 545 696 | 552 874 | 559 836 | 566 933 | 580 159 | 609 863 |
|               | 2010    | 2011    | 2012    | 2013    | 2015    | 2020    |